# 미주 자유 무역 지대

미주 자유 무역 지대의 로고

미주 자유 무역 지대(Free Trade Area of the Americas 약칭: FTAA)는 쿠바를 제외한 아메리카 대륙 모든 나라간의 자유 무역 협정을 맺기 위해 제안된 협정이며, 현재 관련국이 협정체결 준비를 위한 협상을 하고 있다. 이는 북미 자유 무역 협정을 확대하는 형태를 목표로 하고 있다. 협상은 세계무역기구의 도하 라운드와 비슷한 어려움을 겪고 있다. 쿠바, 베네수엘라, 볼리비아, 에콰도르 등은 미주 대륙을 위한 볼리바르 대안(ALBA)이라는 협정을 체결했고, 미주 자유 무역 지대를 반대하고 있다. 그밖에 아르헨티나, 칠레, 브라질 등도 반대하는 입장이다.

## 회원국
| - 앤티가 바부다 - 아르헨티나 (탈퇴) - 바하마 - 바베이도스 - 벨리즈 - 브라질 (탈퇴) - 캐나다 - 칠레 (탈퇴) - 콜롬비아 - 코스타리카 - 도미니카 연방 | - 도미니카 공화국 - 엘살바도르 - 그레나다 - 과테말라 - 가이아나 - 아이티 - 온두라스 (탈퇴) - 자메이카 - 멕시코 - 파나마 | - 파라과이 - 페루 - 세인트키츠 네비스 - 세인트빈센트 그레나딘 - 수리남 - 트리니다드 토바고 - 미국 - 우루과이 |

## 1994년 이전
1960년대, 라틴아메리카 지역에서 지역 통합을 위한 수 차례 시도가 있었다. 지역 통합 차원에서 접근한 시도들은 회원국 간의 저관세를 이끌었다. 지역적인 차원의 계획은 1960년 라틴아메리카 자유 무역 협정 (LAFTA), 1960년 중미공동시장 (CACM), 1965년 카리브해 자유 무역 협정 (CARIFTA), 1969년 안데스 협약이 있었다.
라틴아메리카 국가들은 1980년대 외채 위기를 겪었고, 이로 인해 IMF로부터 여러 구조조정 프로그램을 수용하고 기존의 보호주의·내향적 성장주의 전략을 재평가하면서 경제 성장이 정체돼, '잃어버린 10년'이라고 불리는 저성장 시기를 겪었다. 1984년 미국은 카리브해 지역 국가와 통화교환협정을 맺고, 이 지역 국가에 대해 관세를 낮췄다.
많은 라틴아메리카 국가는 1980년대 후반 무차별적으로 자유 무역을 받아들여 모든 국가에 대해 관세를 낮췄다. 이는 GATT, IMF, 세계 은행 등의 독촉 혹은 국내 정책에 따라 일방적으로 이루어졌다. 80년대 후반 이들 국가의 평균 관세는 약 20%까지 하락했다.
80년대 후반과 90년대 초, 여러 지역 차원의 자유 무역 협정이 체결됐다. 1989년 역내 자유 무역을 활성화하기 위해 AP, Caricom과 CACM도 체결됐다. 1991년 남미에서는 역내 자유 무역을 촉진하기 위해 메르코수르가 설립했다.
캐나다와 미국은 1989년 캐나다-미국 자유 무역 협정을 맺었고, 이듬해 미국-멕시코 간 협상도 시작됐다. 이는 멕시코를 포함한 북미 자유 무역 협정(NAFTA)로 확대 개편됐다. 여러 라틴아메리카 국가들도 북미 자유 무역 협정에 참가하려고 했지만, 미국은 북미 자유 무역 협정이 시행되기 전까지 개별 국가간 자유 무역 협정 체결을 거부한다고 했다. 대신 2000년까지 전체 대륙을 포괄하는 자유 무역 협정을 맺는 방안을 제안했다.
1994년 북미 자유 무역 협정이 시행됐고, 비슷한 시기 우루과이 라운드도 마무리됐다. 하지만 협정 체결 논의는 캐나다와 미국의 요청으로 2005년까지 연기됐다.

## 지지와 반대
34개국 회원 중 멕시코와 중미권 등 29개국은 미주 자유 무역 지대를 찬성하는 입장이다. 베네수엘라 브라질 아르헨티나 우루과이 파라과이 등 남미공동시장 정회원국은 이에 반대한다. 특히 미국-브라질 간의 갈등이 심한데, 미국측은 사탕수수 오렌지 땅콩 등 농산물에 대한 보조금을 일괄 폐지하면 값싼 브라질 수입품과의 경쟁에서 미 농부들이 모두 패배할 것이라며 철강 섬유산업 등을 반덤핑관세 부과를 통해 일정기간 보호할 필요가 있다고 주장하고 있다. 반면 브라질측은 "농산물 보조금 등 핵심 사항이 해결되지 않으면 결코 협상테이블에 나서지 않겠다"며 "아르헨티나 등 입장이 비슷한 다른 국가들과 연합해 선진국 횡포에 맞설 것"이라고 거부입장을 분명히 하고 있다.
2004년 12월 차베스 베네수엘라 대통령과 카스트로 전 쿠바 국가평의회 의장은 미국 주도의 미주 자유 무역 지대 안을 거부하고 유무상통을 위한 교역을 목표로 하는 미주 대륙을 위한 볼리바르 대안(ALBA)를 창설했다.

## 최근 상황
2003년 10월 트리니다드의 토바고에서 열린 미주 자유 무역 지대 무역협상위원회(CNC) 회의가 결렬됐다. 2005년 11월 아르헨티나의 휴양지 마르델플라타에서 열린 34개국 미주 정상회담에서 미국이 제안한 미주 자유 무역 지대(FTAA)에 관한 협의 역시 결렬됐다. 이틀 동안 벌인 논의는 미국과 남미 국가들 간의 이견 차이를 좁히지 못하고 끝났다. 2009년 열린 트리니다드 토바고에서 열린 미주 정상회담에서도 협의는 별다른 성과 없이 끝났다.

## 같이 보기
- 북미 자유 무역 협정
- 남미공동시장
- 아메리카 대륙을 위한 볼리바르 동맹
- 안데스 공동체